# Chiesa di San Michele Arcangelo (Gonnostramatza)
La chiesa di San Michele Arcangelo è la parrocchiale di Gonnostramatza.
Al suo interno è custodito il cinquecentesco Retablo dell'Annunciazione, di Lorenzo Cavaro.

## Storia e descrizione
La chiesa di San Michele è un edificio di origini cinquecentesche, la cui esistenza è attestata dal 1524. L'edificio attuale è frutto della successiva ricostruzione, attuata tra il XVII e il XVIII secolo, e dei rimaneggiamenti posti in essere nel secondo dopoguerra.
La facciata risale al 1954; a sinistra si eleva la settecentesca torre campanaria, eretta a partire dal 1752, a canna quadrata e sormontata da una piccola cupola. Sempre nel XVIII secolo venne eretta la torre dell'orologio, poi demolita nel 1899 perché pericolante. L'interno è a navata unica voltata a botte, con tre cappelle per lato. L'abside quadrangolare si presenta nello stile originario della fabbrica cinquecentesca, il tardogotico catalano; la volta a crociera è costolonata, su peducci scolpiti.
Nel presbiterio è collocato il Retablo dell'Annunciazione Archiviato il 6 aprile 2015 in Internet Archive., proveniente dalla chiesa di San Paolo a Serzela (borgo ormai distrutto), opera datata 1501 di Lorenzo Cavaro, capostipite della famiglia di pittori cagliaritani che diede vita, nel XVI secolo, alla Scuola di Stampace. Il retablo, stilisticamente legato alla tradizione gotico catalana, ma con alcune concessioni ai modi rinascimentali (per quanto riguarda la raffigurazione di ambienti esterni e paesaggi di sfondo), è suddiviso in diversi scomparti dipinti ad olio e tempera su tavola. Al centro del retablo si trova la Madonna col Bambino e angeli musicanti, sormontata dallo scomparto con la Crocefissione di Gesù. Ai lati, gli scomparti superiori recano l'Annunciazione, con l'arcangelo Gabriele inginocchiato (scomparto a sinistra) e la Vergine Maria mentre ascolta l'annuncio (scomparto a destra). Gli scomparti laterali in basso raffigurano i santi Pietro apostolo (a destra) e Paolo di Tarso (a sinistra). Sulla predella, divisa in nove scomparti (dei quali i tre centrali corrispondono al tabernacolo), sono dipinti (da sinistra): santa Caterina d'Alessandria, san Giorgio, san Sebastiano, l'Addolorata, la Pietà, san Giovanni, san Pantaleo, e san Giuliano.